# Tantum devolutum, quantum appellatum
Tantum devolutum, quantum appellatum „(Nur) so weit übertragen wie angefochten“ ist eine römische Rechtsregel, die den Devolutiveffekt von Rechtsbehelfen beschreibt. Demnach gelangt in die Überprüfung durch die höhere Instanz (iudex ad quem) nur das vom Rechtsbehelfsführer (Petenten) Gerügte, weitere Umstände oder Fehler der angefochtenen Entscheidung brauchen nicht berücksichtigt zu werden. Diese Regel ist insoweit auch eine Ableitung der prozessualen und materiellen Disposition des Petenten. 
In Deutschland vergleiche heute exemplarisch § 529, § 520 Abs. 3 und § 551 Abs. 3 ZPO.